# رنسيس بارتيليمي
رنسيس بارتيليمي مواليد 25 يونيو 1986 في كوبا، هو ملاكم محترف كوبي يصنف ضمن فئة وزن الوسط بدأ مسيرته الاحترافية سنة 2009 حيث انتصر في نزاله الأول.

## المسيرة الاحترافية
من نزالاته:
- انتصر على أليخاندرو باريرا بالضربة القاضية (05-11-2011).

## روابط خارجية
- رنسيس بارتيليمي على موقع بوكس ريك (الإنجليزية) (registration required)